# 水石 (小惑星)
水石 (すいせき、12515 Suiseki) は、小惑星帯に位置する小惑星。アリゾナ大学のスペースウォッチ計画によって発見された。
石を鑑賞する日本の文化（趣味）、水石から名づけられた。